# Хомяково (Рыбинский район)
В Ярославской области есть ещё одна деревня Хомяково, в Угличском районе.
Хомяко́во — деревня в Глебовском сельском округе Глебовского сельского поселения Рыбинского района Ярославской области .
Деревня  расположена в центральной части Глебовского сельского поселения, к северу от железной дороги Рыбинск—Сонково и северо-востоку от железнодорожной станции Кобостово, к западу от железнодорожной станции Тихменево. Она расположилась на левом берегу ручья Кормица. С востока к Хомяково примыкает деревня Починок. К юго-западу от Хомяково, ближе к железной дороге стоит деревня Драчево. Напротив Хомяково на правом берегу Кормицы стоит деревня Добрино, через которую следуют дороги: на восток к станции и посёлку Тихменево ; на запад, вниз по течению Кормицы, через Подвиталово, к центру поселения, селу Глебово ; в северном направлении через деревню Ковыкино к деревне Мархачево, стоящую на дороге Рыбинск—Глебово с автобусным сообщением .
Деревня Хомекова указана на плане Генерального межевания Рыбинского уезда 1792 года.
На 1 января 2007 года в деревне числился 1 постоянный житель . Почтовое отделение, расположенное в посёлке железнодорожной станции Кобостово, обслуживает в деревне Хомяково 14 домов .